# Joeri Drozdovsky

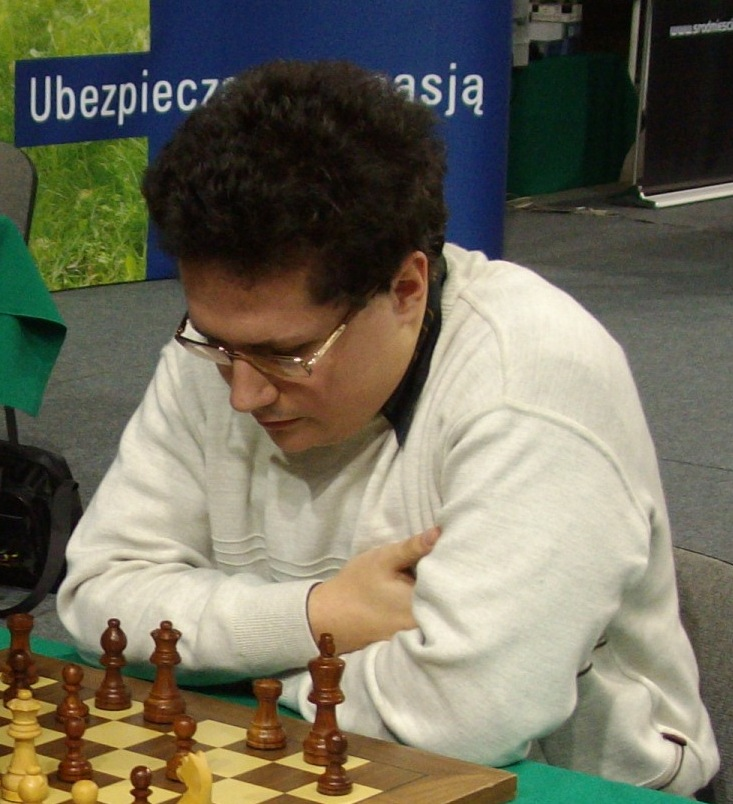
Drozdovsky in 2008

Joeri Anatolijovitsj Drozdovsky (Oekraïens: Юрій Анатолійович Дроздовський) (Odessa, 22 mei 1984) is een Oekraïense schaker met hoogst behaalde FIDE-rating 2627. Sinds 2004 is hij een grootmeester (GM). 
- In 2000 werd hij Internationaal Meester (IM).
- In 2004 speelde hij mee om het wereldkampioenschap bij de jeugd tot twintig jaar en eindigde daar op de achtste plaats met 8.5 punt.
- Van 1 t/m 3 juli 2005 werd in Odessa het Efim Geller memorial verspeeld dat met 7,5 punt uit 9 ronden door Roeslan Ponomarjov gewonnen werd. Valery Beim eindigde als tweede met 6,5 punt terwijl Joeri Drozdovsky derde werd ook met 6,5 punt tiebreak.
- In 2009 was hij onderdeel van het Oekraïense team bij het Europees schaakkampioenschap voor landenteams; zij eindigden als derde.

Sinds 2009 is hij getrouwd met de Oekraïense schaakster Natalja Zdebskaja. 

## ChessGames
Bij de website ChessGames.com staan 304 partijen die door Drozdovsky gespeeld zijn. Hij won 117 partijen, hij verloor 52 partijen en er eindigden 135 partijen in een remise. Zijn winstpercentage is 62,9. (Stand per 30-08-2011)